# Trochosippa meruensis
Trochosippa meruensis är en spindelart som först beskrevs av Roger de Lessert 1926.  Trochosippa meruensis ingår i släktet Trochosippa och familjen vargspindlar. Inga underarter finns listade i Catalogue of Life.